# Nick Davis

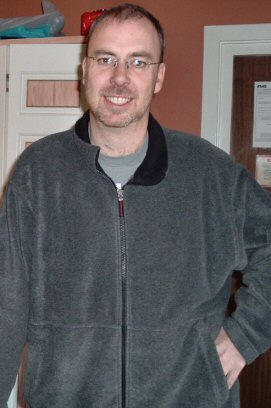

Nick Davis es un ingeniero de sonido y productor musical británico, más conocido por su trabajo con el grupo Génesis. También ha producido álbumes como solista para algunos miembros de Genesis, así como para otras bandas.

## Discografía

### Como productor/ingeniero
Nick Davis ha producido los siguientes álbumes:
- Marillion: Seasons End
- Genesis: We Can't Dance
- Genesis: Calling All Stations
- Genesis: Genesis Archive 1967-75
- Genesis: Genesis Archive 2: 1976-1992
- Tony Banks: Still
- Tony Banks: Strictly Inc
- Tony Banks: Seven: A Suite For Orchestra
- XTC: Wasp Star
- Mike and The Mechanics: Word of Mouth
- Mike and The Mechanics: Beggar on a Beach Of Gold
- Mike and The Mechanics: Hits
- Mike and The Mechanics: M6
- Mike and The Mechanics: Rewired

### Remixes
En los siguientes álbumes y DVD, Nick Davis ha mezclado el audio estereofónico en sonido envolvente 5.1 (Dolby Digital, DTS):
- Genesis: The Way We Walk Live DVD
- Genesis: Wembley Live DVD
- Genesis: The Video Show DVD
- Genesis: Platinum Collection
- Genesis: Genesis 1976-1982,
- Genesis: A Trick of the Tail
- Genesis: Wind & Wuthering
- Genesis: ...And Then There Were Three...
- Genesis: Duke
- Genesis: Abacab

## Premios y distinciones
Premios Óscar
| Año  | Categoría                | Película        | Resultado |
| ---- | ------------------------ | --------------- | --------- |
| 2009 | Mejores efectos visuales | The Dark Knight | Nominado  |